# Воїни 2072 року
«Воїни 2072 року» (італ. I guerrieri dell'anno 2072) — італійський науково-фантастичний фільм-трилер 1984 року, поставлений режисером Лучіо Фульчі.

## Сюжет
2072 рік. Світом править могутня корпорація, яка намагається контролювати всі сторони життя своїх підданих. Для розваги народних мас була придумана серія змагань «нових гладіаторів»: криваві телешоу під назвою Thrillkill, в яких б'ються не на життя, а на смерть. Одного дня керівництво телевізійної корпорації в особі Кортеса (Клаудіо Кассінеллі) вирішує влаштувати нове криваве бойовище за участю засуджених до смерті людей. Вони дуже хочуть заманити в це шоу чемпіона боїв Дрейка (Джаред Мартін) і для цього посилають трьох кілерів у його будинок. Бачачи смерть дружини, Дрейк на місці розправляється з убивцями і відтепер опиняється в групі засуджених до смерті «гладіаторів», які повинні будуть влаштувати прощальне шоу для натовпу, що прагне видовищ. Але усе пішло не так, коли Дрейк домовився з іншими учасниками підняти бунт…

## У ролях
| • Джаред Мартін       | … | Дрейк          |
| • Фред Вільямсон      | … | Абдул          |
| • Говард Росс         | … | Равен          |
| • Елеонора Брильядорі | … | Сара           |
| • Козімо Чиньєрі      | … | професор Томан |
| • Клаудіо Кассінеллі  | … | Кортес         |
| • Валерія Каваллі     | … | Сьюзен         |
| • Дональд О'Браєн     | … | Монк           |
| • Пенні Браун         | … | Сибіл          |
| • Ел Клайвер          | … | Кірк           |

## Знімальна група
- Автори сценарію — Еліза Бриганті, Дардано Саккетті, Чезаре Фругоні, Лучіо Фульчі
- Режисер-постановник — Лучіо Фульчі
- Продюсери — Едмондо Аматі, Мауриціо Аматі, Сандро Аматі
- Оператор — Джузеппе Пінорі
- Композитор — Ріц Ортолані
- Монтаж — Винченцо Томассі
- Художник-постановник — Джакомо Кало Кардуччі, Франческо Ваноріо
- Художник по костюмах — Маріо Джирозі
- Звук — Ерос Джустіні

## Факти про фільм
У різних країнах дистриб'ютори давали різні назви цьому фільму і змінювали навіть рік. У оригінальній версії стоїть рік 2072, що ніби ознаменовує 2000 років, що пройшли після заснування Римського Колізею, який фігурує у фільмі. У Бельгії фільм вийшов під назвою «Рим 2033 — Воюючі центуріони», а в деяких італійських виданнях VHS фігурує 2079 рік.